# Anne with an E
Anne with an E, oprindeligt med titlen Anne i den første sæson, er en canadisk drama-tv-serie baseret på romanen Anne fra Grønnebakken fra 1908 af Lucy Maud Montgomery og tilpasset af den Emmy Award-vindende forfatter og producent Moira Walley-Beckett.

## Medvirkende

### Hovedroller
- Amybeth McNulty som Anne Shirley-Cuthbert[1]
- Geraldine James som Marilla Cuthbert[1]
- R. H. Thomson som Matthew Cuthbert[1]
- Dalila Bela som Diana Barry[2]
- Lucas Jade Zumann som Gilbert Blythe[3]
- Aymeric Jett Montaz som Jerry Baynard[2]
- Corrine Koslo som Rachel Lynde[2]
- Dalmar Abuzeid som Sebastian "Bash" Lacroix (sæson 2–3)[4]
- Cory Grüter-Andrew som Cole Mackenzie (sæson 2–3)[4]

### Biroller
- Jonathan Holmes som Mr. William Barry
- Helen Johns som Mrs. Eliza Barry
- Ryan Kiera Armstrong som Minnie May Barry
- Deborah Grover som Josephine Barry
- Wayne Best som John Blythe
- Phillip Williams som Thomas Lynde
- David Ingram som Mr. Harmon Andrews
- Janet Porter som Mrs. Andrews
- Christian Martyn som Billy Andrews
- Lia Pappas-Kemps som Jane Andrews
- Ella Jonas Farlinger som Prissy Andrews
- Jim Annan som Mr. Gillis
- Fiona Byrne som Mrs. Gillis
- Kyla Matthews som Ruby Gillis
- Jacob Ursomarzo som Moody Spurgeon
- Stephen Tracey som Mr. Phillips
- Miranda McKeon som Josie Pye
- Glenna Walters som Tillie Boulter
- Katelyn Wells som Mary Joe
- Jacob Horsley som Charlie Sloane
- Cara Ricketts som Mary LaCroix
- Araya Mengesha som Elijah Hanford
- Kiawenti:io Tarbell som Ka'Kwet
- Ashleigh Stewart som Winifred "Winnie" Rose
- Ines Feghouli som Sandy Baynard
- Joanna Douglas som Miss Muriel Stacy
- Trenna Keating som Mrs. Pye